# Jelbart Basin
Koordinaten: 70° 20′ S, 4° 43′ W
Das Jelbart Basin ist ein Seebecken in der Lasarew-See vor der Prinzessin-Martha-Küste des ostantarktischen Königin-Maud-Lands. Es liegt unmittelbar nördlich des Jelbart-Schelfeises in einer Tiefe von 300 bis 600 m unter dem Meeresspiegel.
Benannt ist es seit 1997 auf Vorschlag des Vermessungsingenieurs und Glaziologen Heinrich Hinze vom Alfred-Wegener-Institut nach dem benachbarten Schelfeis. Dessen Namensgeber ist der australische Physiker John Ellis Jelbart (1926–1951), der am 24. Februar 1951 bei der Norwegisch-Britisch-Schwedischen Antarktisexpedition (1949–1952) unweit des Basislagers Maudheim ertrank.